# TVC Amstelveen
TVC Amstelveen (pełna nazwa: Top Volleybal Combinatie Amstelveen)  - holenderski, żeński klub siatkarski powstały w 1954 roku z bazą w mieście Amstelveen. Klub występuje w rozgrywkach holenderskiej Eredivisie. Regularnie występuje w Siatkarskiej Lidze Mistrzyń.

## Nazwy drużyny
- do 2004 - Schipper K/Martinus AMSTELVEEN
- 2004/2006 - HCC/net Martinus AMSTELVEEN
- 2006/2009 - DELA Martinus Amstelveen
- od 2009 - TVC Amstelveen

## Sukcesy
- 2005, 2006, 2007, 2008, 2009, 2010 - Mistrz Holandii
- 2005, 2006, 2007, 2008, 2009, 2010 - Puchar Holandii

## Kadra

### Sezon 2007-2008
- 1.  Kim Staelens
- 2.  Susan van den Heuvel
- 3.  Francien Huurman
- 4.  Chaïne Staelens
- 5.  Sanna Visser
- 6.  Mirjam Orsel
- 7.  Nikki Hoevenaars
- 8.  Alice Blom
- 10. Janneke van Tienen
- 11. Caroline Wensink
- 12. Manon Flier
- 13. Anne Buijs
- 14. Riette Fledderus
- 15. Ingrid Visser
- 16. Debby Stam

### Sezon 2008-2009
- 2.  Nikki Hoevenaars
- 3.  Francien Huurman
- 5.  Judith Pietersen
- 6.  Kathleen Weiss
- 7.  Wieneke Verweij
- 8.  Reni Ankoné
- 9.  Myrthe Schoot
- 10. Robin de Kruijf
- 11. Caroline Wensink
- 12. Quirine Oosterveld
- 13. Anne Buijs
- 16. Maret Grothues